# Bessingby
Bessingby är en by i civil parish Bridlington, i distriktet East Riding of Yorkshire, i grevskapet East Riding of Yorkshire, i England. Byn är belägen 29 km från Beverley. Bessingby var en civil parish fram till 1935 när blev den en del av Bridlington och Carnaby. Civil parish hade 106 invånare år 1931. Byn nämndes i Domedagsboken (Domesday Book) år 1086, och kallades då Basing(h)ebi.